# Echinomysis chuni
Echinomysis chuni är en kräftdjursart som beskrevs av Illig 1905. Echinomysis chuni ingår i släktet Echinomysis och familjen Mysidae. Inga underarter finns listade i Catalogue of Life.